# Roosevelt (condado de Burnett, Wisconsin)
Roosevelt es un pueblo ubicado en el condado de Burnett en el estado estadounidense de Wisconsin. En el Censo de 2010 tenía una población de 199 habitantes y una densidad poblacional de 2,17 personas por km².

## Geografía
Roosevelt se encuentra ubicado en las coordenadas 45°40′53″N 92°5′9″O / 45.68139, -92.08583. Según la Oficina del Censo de los Estados Unidos, Roosevelt tiene una superficie total de 91.53 km², de la cual 90.97 km² corresponden a tierra firme y (0.61%) 0.56 km² es agua.

## Demografía
Según el censo de 2010, había 199 personas residiendo en Roosevelt. La densidad de población era de 2,17 hab./km². De los 199 habitantes, Roosevelt estaba compuesto por el 90.45% blancos, el 0.5% eran afroamericanos, el 0.5% eran amerindios, el 3.52% eran asiáticos, el 0% eran isleños del Pacífico, el 0% eran de otras razas y el 5.03% pertenecían a dos o más razas. Del total de la población el 2.01% eran hispanos o latinos de cualquier raza.